# Klen u Krajkové
Klen u Krajkové je památný strom solitérní, zdaleka viditelný javor klen (Acer pseudoplatanus), který roste v Krajkové v okrese Sokolov v Karlovarském kraji, na okraji pole u místní komunikace na jihovýchodě obecní zástavby. Obvod kmene měří 278 cm, hustě zavětvená pravidelná, paprsčitě větvená koruna stromu dosahuje do výšky 15 m (měření 2013). Za památný byl strom vyhlášen v roce 2014 jako strom s významným vzrůstem a habitem.

## Stromy v okolí
- Obecní lípa v Krajkové
- Buky u černé kapličky
- Bernovský klen
- Jilm u Hřeben
- Hřebenské lípy
- Kaštan v Markvarci